# Dayton (Washington)
Dayton is een plaats (city) in de Amerikaanse staat Washington, en valt bestuurlijk gezien onder Columbia County.

## Demografie

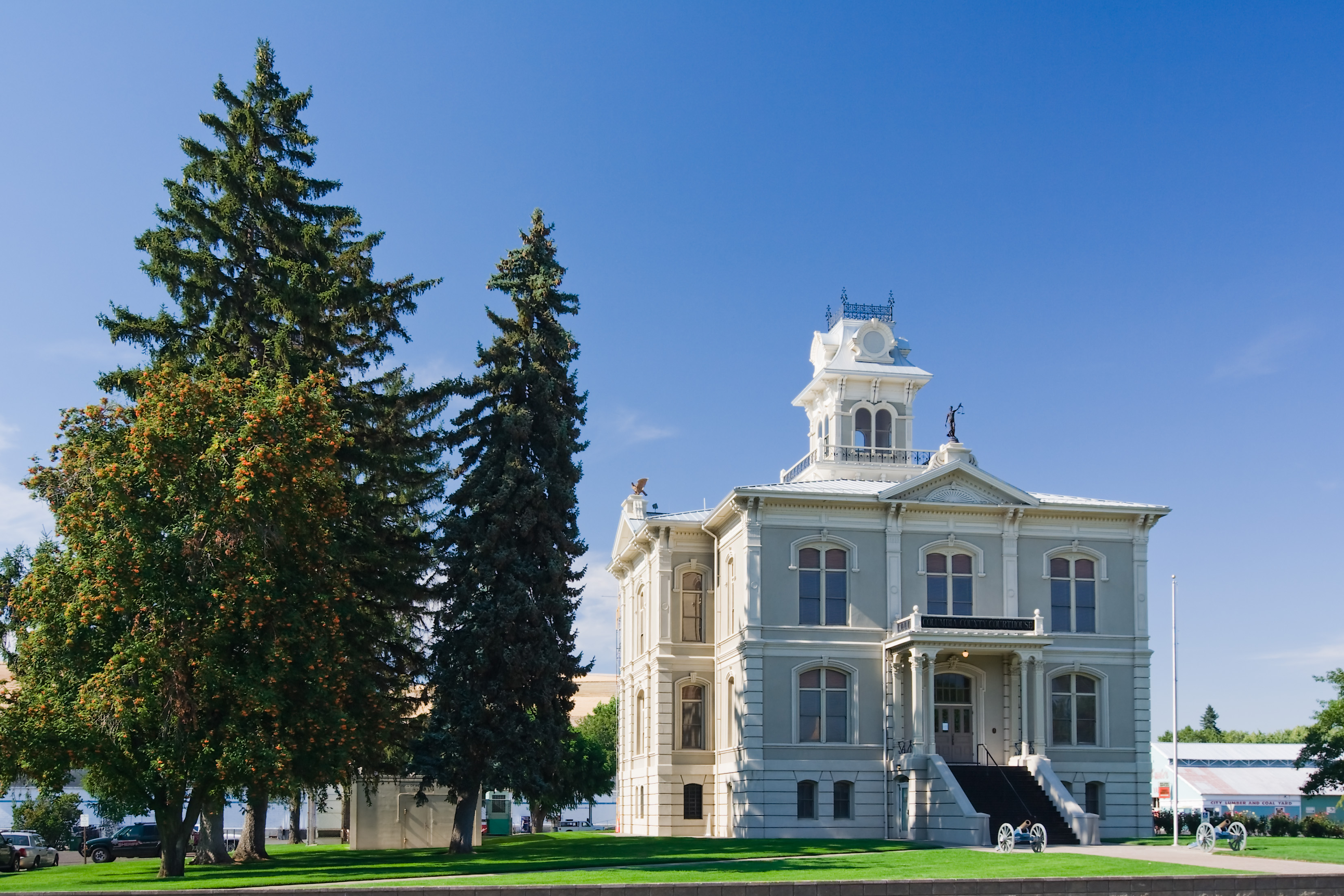
Courthouse

Bij de volkstelling in 2000 werd het aantal inwoners vastgesteld op 2655.
In 2006 is het aantal inwoners door het United States Census Bureau geschat op 2676, een stijging van 21 (0,8%).

## Geografie
Volgens het United States Census Bureau beslaat de plaats een oppervlakte van
3,8 km², geheel bestaande uit land. Dayton ligt op ongeveer 627 m boven zeeniveau.

## Plaatsen in de nabije omgeving
De onderstaande figuur toont nabijgelegen plaatsen in een straal van 36 km rond Dayton.